# Cypripedium franchetii
Espèce
Statut de conservation UICN

 EN B2ab(ii,iii,v) : En danger
Statut CITES
Cypripedium franchetii est une espèce d'orchidées du genre Cypripedium originaire de Chine.